# Liste der Monuments historiques in Douai
Die Liste der Monuments historiques in Douai führt die Monuments historiques in der französischen Stadt Douai auf.

## Liste der Bauwerke
| Bezeichnung                                  | Beschreibung | Standort                                 | Kennzeichnung | Schutzstatus   | Datum     | Bild |
| -------------------------------------------- | ------------ | ---------------------------------------- | ------------- | -------------- | --------- | ---- |
| Chapelle des Bénédictins anglais             |              | 133, rue Saint-Vaast (Lage)              | PA00107447    | Inscrit        | 1975      |      |
| Collège d’Anchin                             |              | Rue Fortier (Lage)                       | PA00107448    | Classé         | 1930      |      |
| Stiftskirche Saint-Pierre                    |              | (Lage)                                   | PA00107449    | Classé         | 1974      |      |
| Couvent des Capucins de Douai                |              | 118, rue d’Arras (Lage)                  | PA00107450    | Inscrit        | 1951      |      |
| Couvent des Chartreux                        |              | 130, rue des Chartreux (Lage)            | PA00107451    | Classé         | 1930      |      |
| Kirche Notre-Dame                            |              | (Lage)                                   | PA00107452    | Classé         | 1962      |      |
| Kirche Saint-Jacques                         |              | Parvis Monseigneur-Génie (Lage)          | PA00125620    | Classé         | 1995      |      |
| Krankenhaus                                  |              | 329, rue du Canteleu (Lage)              | PA00107454    | Inscrit        | 1946      |      |
| Hôtel d’Aoust                                |              | 50, rue de la Comédie (Lage)             | PA00107455    | Inscrit        | 1947      |      |
| Hôtel de la Tramerie                         |              | 132, rue des Foulons (Lage)              | PA00107459    | Inscrit Classé | 1931 1932 |      |
| Hôtel de Varenghien de Flory                 |              | 250, rue Morel (Lage)                    | PA00107460    | Inscrit        | 1944      |      |
| Hôtel du Dauphin                             |              | 70, place d’Armes (Lage)                 | PA00107456    | Inscrit        | 1926      |      |
| Hôtel du Gouverneur                          |              | 50, rue du Gouvernement (Lage)           | PA00107462    | Inscrit        | 1945      |      |
| Hôtel Romagnant                              |              | 26, rue de la Fonderie (Lage)            | PA00107458    | Inscrit        | 1963      |      |
| Hôtel-Dieu                                   |              | Place du Docteur-Maugin (Lage)           | PA00107457    | Inscrit Classé | 1926 1983 |      |
| Haus                                         |              | 42, rue d’Arras (Lage)                   | PA00107464    | Inscrit        | 1945      |      |
| Haus                                         |              | 65, rue du Clocher Saint-Pierre (Lage)   | PA00107465    | Inscrit        | 1964      |      |
| Haus                                         |              | 383, rue d’Esquerchin (Lage)             | PA00107467    | Inscrit        | 1969      |      |
| Haus                                         |              | 51, rue Jean-Bellegambe (Lage)           | PA00107468    | Inscrit        | 1972      |      |
| Haus                                         |              | 9, place du Marché-au-Poisson (Lage)     | PA00107469    | Inscrit        | 1971      |      |
| Haus                                         |              | 10, place du Marché-au-Poisson (Lage)    | PA00107470    | Inscrit        | 1971      |      |
| Haus                                         |              | 16, place du Marché-au-Poisson (Lage)    | PA00107471    | Inscrit        | 1976      |      |
| Haus                                         |              | 21, 27 place du Marché-au-Poisson (Lage) | PA00107473    | Inscrit        | 1973      |      |
| Haus                                         |              | 24, place du Marché-au-Poisson (Lage)    | PA00107472    | Inscrit        | 1971      |      |
| Haus                                         |              | 30, place du Marché-au-Poisson (Lage)    | PA00107474    | Inscrit        | 1971      |      |
| Haus                                         |              | 31, place du Marché-au-Poisson (Lage)    | PA00107475    | Inscrit        | 1971      |      |
| Haus                                         |              | 36, place du Marché-au-Poisson (Lage)    | PA00107476    | Inscrit        | 1971      |      |
| Haus                                         |              | 39, place du Marché-au-Poisson (Lage)    | PA00107477    | Inscrit        | 1971      |      |
| Haus                                         |              | 42, place du Marché-au-Poisson (Lage)    | PA00107478    | Inscrit        | 1971      |      |
| Haus                                         |              | 47, place du Marché-au-Poisson (Lage)    | PA00107479    | Inscrit        | 1971      |      |
| Haus                                         |              | 51, place du Marché-au-Poisson (Lage)    | PA00107480    | Inscrit        | 1945      |      |
| Haus                                         |              | 72, place du Marché-au-Poisson (Lage)    | PA00107481    | Inscrit        | 1945      |      |
| Haus                                         |              | 51, rue de la Massue (Lage)              | PA00107482    | Inscrit        | 1945      |      |
| Haus                                         |              | 2, Petite Place (Lage)                   | PA00107446    | Inscrit        | 2010      |      |
| Maison des Templiers                         |              | 76, rue de la Commanderie (Lage)         | PA00107463    | Classé         | 1928      |      |
| Maison de la Poule                           |              | 22, 30, 32 rue Cloris (Lage)             | PA00107466    | Inscrit        | 1945      |      |
| Justizpalast                                 |              | 27, place Charles-de-Pollinchove (Lage)  | PA00107483    | Inscrit        | 1959      |      |
| Place du Marché-au-Poisson                   |              | (Lage)                                   | PA00107484    | Inscrit        | 1945      |      |
| Porte d’Arras                                |              | (Lage)                                   | PA00107485    | Inscrit        | 1945      |      |
| Porte de Valenciennes oder Porte Vacqueresse |              | (Lage)                                   | PA00107486    | Classé         | 1928      |      |
| Rathaus und Belfried                         |              | 83, rue de la Mairie (Lage)              | PA00107461    | Classé         | 1862      |      |
| Stadttheater                                 |              | Rue de la Comédie (Lage)                 | PA59000058    | Classé         | 2003      |      |
| Textiles de Douai                            |              | 4120, route de Tournai (Lage)            | PA59000076    | Inscrit        | 2001      |      |
| Zirkus, bezeichnet als Hippodrome            |              | 280, place du Barlet (Lage)              | PA00107453    | Inscrit        | 1981      |      |

## Liste der Objekte
- Monuments historiques (Objekte) in Douai in der Base Palissy des französischen Kultusministeriums